# Hersheypark
Hersheypark - park rozrywki położony w Hershey w Pensylwanii w Stanach Zjednoczonych. Został otwarty w 1906 roku, jako park rekreacyjny dla pracowników zakładu wyrobów czekoladowych Hershey's. Następnie firma zdecydowała się udostępnić park publicznie. W obecnej chwili park ma powierzchnię 49 ha i ponad 60 różnych atrakcji, w tym 14 kolejek górskich.

## Historia
Milton S. Hershey, założyciel firmy wyrobów czekoladowych Hershey's, pragnął wybudować park dla swoich pracowników, aby ci mieli miejsce do relaksu po trudach codziennej pracy. W 1903 roku, w środku pola kukurydzianego wzdłuż strumienia Spring Creek znalazł miejsce odpowiednie na wybudowanie parku rekreacyjnego. Hershey Park został oficjalnie otwarty podczas meczu baseballu rozgrywanym na nowym boisku.
W 1908 roku wybudowano pierwszą karuzelę, jak również amfiteatr na 1500 miejsc siedzących. Park rozbudowano w 1909 o korty tenisowe, dwie kręgielnie, dużą estradę i galerię fotograficzną. Goście mogli również podziwiać uroki scenerii w czasie jazdy kolejką szynową.
W lipcu 1912 roku, uruchomiono karuzelę wybudowaną przez Williama H. Dentzela z Filadelfii. Karuzela miała średnicę 15 m i zawierała 53 wystrugane z drewna zwierzęta, takie jak: lwy, niedźwiedzie, żyrafy, świnie, króliki, strusie, kozy i jelenie zaprzęgnięty do dwóch rydwanów. Karuzelę opisywano jako "najpiękniejsza i najnowocześniejsza karuzela w tej części kraju, jak również jedna z największych."
Kilka zabudowań dodano w latach 1913 do 1923. Dodano pawilon Starlight Ballroom, nową scenę dla big bandu, nowe centrum konferencyjne (obecnie muzeum), Hershey Park Cafe i ogród zoologiczny. Nowa kolejka górska The Wild Cat została oddana do użytku w 1923.
Każdego roku uruchamiano nowe atrakcje. Z rokiem 1945 park zawierał ponad tuzin atrakcji. Karuzela Dentzela została wymieniona na nową wybudowaną przez Philadelphia Toboggan Company w 1945 roku, która działa do dziś. W 1946 roku drewniana kolejka górska The Comet wymieniona została przez nową kolejkę The Wild Cat. Pięcioletni plan rozbudowy parku zapoczątkowany w 1971 roku zmienił oblicze małego wesołego miasteczka na duży lunapark. Jednorazowa opłata za wejście do parku umożliwiała korzystanie ze wszystkich dostępnych atrakcji bez ograniczeń.
Pierwszą stalową pętlową kolejkę górską na wschodnim wybrzeżu amerykańskim o nazwie Sooperdooperlooper otwarto 4 lipca 1977 roku.
Mniejsze atrakcje pojawiły się w latach 1980. Takie jak: Cyclops (zastąpiona przez The Claw), Pirate, Wave Swinger, Conestoga (obecnie usunięta), and Timber Rattler (zastąpiona przez Rodeo). Canyon River Rapids otwarto w 1987 roku.
Lata 90. XX wieku wystartowały wraz z budową Minetown (miasteczka górniczego), masywnego trzypiętrowego budynku zawierającego salon gier i restauracje. Trzy dziecięce przejażdżki wymieniono na wodną atrakcję Coal Shaker. Uruchomione zostały cztery kolejki górskie: Sidewinder, nowsza wersja The Wildcat, The Great Bear uruchomiona została w 1998 roku i jest najdroższą inwestycją do dziś. Wild Mouse otwarto w 1999 roku. Kilka innych atrakcji dodano w ostatniej dekadzie. W 1994 roku, otwarto Tidal Force (stromy spływ wodny łodzią zabierającą 20 osób, spływającą z wysokości 35 m i uderzającą lustro wody tworząc potężny rozbryzg wody).
W nowym tysiącleciu dodano trzy nowe kolejki górskie – Lighting Racer (2000), Roller Soaker (2002) i Storm Runner (2004). 20 metrowe wahadło obrotowe o nazwie The Claw oddano do użytku w 2003 roku.
W 2022 roku park ogłosił zamknięcie drewnianej kolejki górskiej Wildcat, a następnie jej modernizację do kolejki hybrydowej przez Rocky Mountain Construction. Zmodernizowany roller coaster otwarto pod nazwą Wildcat's Revenge w dniu 2 czerwca 2023 roku.

## Kolejki górskie

### Czynne
W roku 2023 w parku Hersheypark znajdowało się 14 czynnych kolejek górskich:
| #  | Nazwa              | Producent      | Data otwarcia  | Typ                      | Wysokość [m] | Prędkość [km/h] | Źródło |
| -- | ------------------ | -------------- | -------------- | ------------------------ | ------------ | --------------- | ------ |
| 1  | Comet              | PTC            | 30 maja 1946   | drewniana                | 25,6         | 80,5            | [ 7 ]  |
| 2  | Trailblazer        | Arrow Dynamics | 18 maja 1974   | stalowy mine train       | ?            | ?               | [ 8 ]  |
| 3  | Sooperdooperlooper | Schwarzkopf    | 8 maja 1977    | stalowa                  | 22,9         | ?               | [ 9 ]  |
| 4  | Sidewinder         | Vekoma         | 11 maja 1991   | stalowy shuttle coaster  | 35,5         | 75,6            | [ 10 ] |
| 5  | Great Bear         | B&M            | 23 maja 1998   | stalowa odwrócona        | 27,4         | 93,3            | [ 11 ] |
| 6  | Wild Mouse         | Mack Rides     | 8 maja 1999    | stalowa rodzinna         | 14           | 45              | [ 12 ] |
| 7  | Lightning Racer    | GCI            | 13 maja 2000   | drewniana                | 27,9         | 82,2            | [ 13 ] |
| 8  | Storm Runner       | Intamin        | 8 maja 2004    | stalowy launch coaster   | 45,7         | 120,7           | [ 14 ] |
| 9  | Fahrenheit         | Intamin        | 24 maja 2008   | stalowa                  | 36,9         | 93,3            | [ 15 ] |
| 10 | Skyrush            | Intamin        | 26 maja 2012   | stalowy hyper coaster    | 61           | 120,7           | [ 16 ] |
| 11 | Cocoa Cruiser      | Zamperla       | 10 maja 2014   | stalowa dziecięca        | ?            | ?               | [ 17 ] |
| 12 | Laff Trakk         | Maurer Rides   | 23 maja 2015   | stalowy spinning coaster | ?            | 64,4            | [ 18 ] |
| 13 | Candymonium        | B&M            | 3 lipca 2020   | stalowy hyper coaster    | 64           | 122,3           | [ 19 ] |
| 14 | Wildcat's Revenge  | RMC            | 2 czerwca 2023 | hybrydowa                | 42,7         | 99,8            | [ 5 ]  |

### Zlikwidowane
W roku 2023 z 19 kolejek górskich wybudowanych w historii parku 6 zostało zlikwidowanych:
| # | Nazwa         | Producent    | Data otwarcia   | Data zamknięcia     | Typ               | Wysokość [m] | Prędkość [km/h] | Źródło |
| - | ------------- | ------------ | --------------- | ------------------- | ----------------- | ------------ | --------------- | ------ |
| 1 | Wildcat       | PTC          | 16 czerwca 1923 | 9 września 1945     | drewniana         | 22,9         | ?               | [ 21 ] |
| 2 | Toboggan (1)  | Chance Rides | 7 maja 1972     | 2 października 1977 | stalowa           | 13,7         | ?               | [ 22 ] |
| 3 | Toboggan (2)  | Chance Rides | 7 maja 1972     | 2 października 1977 | stalowa           | 13,7         | ?               | [ 23 ] |
| 4 | Mini-Comet    | B. A. Schiff | 18 maja 1974    | 1 października 1978 | stalowa dziecięca | ?            | ?               | [ 24 ] |
| 5 | Roller Soaker | Setpoint     | 11 maja 2002    | 3 września 2012     | stalowa odwrócona | 21,3         | 32,9            | [ 25 ] |
| 6 | Wildcat       | GCI          | 26 maja 1996    | 31 lipca 2022       | drewniana         | 32,3         | 80,5            | [ 3 ]  |